# Joseph-François Salomon
Pour les articles homonymes, voir Salomon.
Joseph-François Salomon (avril 1649 – 5 mars 1732) est un compositeur français de la période baroque. 

## Biographie
Né à Toulon, il apprend à jouer de la basse de viole et du clavecin et vient à Paris pour travailler en tant que musicien pour la famille royale. En 1683, il est, de janvier à juin, un membre de la Musique de la reine Marie-Thérèse d'Autriche, en tant que joueur du clavecin et participe au concours de Versailles sans succès. Or, la reine décède le 30 juillet. 
Joseph-François Salomon avait 52 ans lorsqu'il composa son premier opéra, la tragédie en musique Médée et Jason.

## Opéras
- Médée et Jason (1713)
- Théonoé (1715)

## Source
- Le magazine de l'opéra baroque par Jean-Claude Brenac